# Mediapolis
Mediapolis ist eine Stadt mit dem Status „City“ im Des Moines County des US-amerikanischen Bundesstaats Iowa. Das U.S. Census Bureau hat bei der Volkszählung 2020 eine Einwohnerzahl von 1.688 ermittelt.

## Geografie

### Geografische Lage
Mediapolis liegt im Südosten Iowas, rund 15 Kilometer westlich des Mississippi Rivers, der die Bundesstaatsgrenze Iowas zu Illinois bildet.
Das Stadtgebiet erstreckt sich über eine Fläche von 3,11 km² und gehört keiner Township an.

### Nachbargemeinden
Nachbarorte von Mediapolis sind Wapello (21,2 km nördlich), Oakville (19,4 km nordöstlich), Burlington (26 km südsüdöstlich), West Burlington (22,3 km südlich), Danville (28,1 km südwestlich), New London (28,3 km westsüdwestlich) und Morning Sun (16,6 km nordwestlich).
Die nächstgelegenen größeren Städte sind Dubuque an der am Mississippi gelegenen Schnittstelle der Bundesstaaten Iowa, Illinois und Wisconsin (203 km nordnordöstlich), Illinois’ größte Stadt Chicago (386 km ostnordöstlich), die Quad Cities in Iowa und Illinois (104 km nordöstlich), Peoria in Illinois (180 km ostsüdöstlich), Illinois’ Hauptstadt Springfield (236 km südöstlich), St. Louis in Missouri (356 km südsüdöstlich), Kansas City in Missouri (458 km südwestlich), Nebraskas größte Stadt Omaha (445 km westlich), Iowas Hauptstadt Des Moines (253 km westnordwestlich), Iowa City (103 km nordnordwestlich) und Cedar Rapids (142 km in der gleichen Richtung).

## Bevölkerung
Im Jahr 2010 hatte Mediapolis 1560 Einwohner, deren Zahl sich bis 2013 auf 1585 erhöhte.
Die 1560 Menschen (2010) lebten in 628 Haushalten. Die Bevölkerungsdichte betrug 501,6 Einwohner pro Quadratkilometer. In den 628 Haushalten lebten statistisch je 2,36 Personen.
Ethnisch betrachtet setzte sich die Bevölkerung zusammen aus 98,5 Prozent Weißen, 0,3 Prozent Afroamerikanern, 0,1 Prozent amerikanischen Ureinwohnern sowie 0,3 Prozent aus anderen ethnischen Gruppen; 0,8 Prozent stammten von zwei oder mehr Ethnien ab. Unabhängig von der ethnischen Zugehörigkeit waren 1,0 Prozent der Bevölkerung spanischer oder lateinamerikanischer Abstammung.
24,0 Prozent der Bevölkerung waren unter 18 Jahre alt, 56,6 Prozent waren zwischen 18 und 64 und 19,4 Prozent waren 65 Jahre oder älter. 50,7 Prozent der Bevölkerung waren weiblich.
Das mittlere jährliche Einkommen eines Haushalts lag bei 47.875 USD. Das Pro-Kopf-Einkommen betrug 24.195 USD. 10,1 Prozent der Einwohner lebten unterhalb der Armutsgrenze.

## Verkehr
Der U.S. Highway 61 verläuft in Nord-Süd-Richtung durch den Westen von Mediapolis. Alle weiteren Straßen sind untergeordnete Landstraßen, teils unbefestigte Fahrwege sowie innerörtliche Verbindungsstraßen.
Der nächste Flughafen ist der 28 Kilometer südlich gelegene Southeast Iowa Regional Airport.